# Temperatura llindar de desenvolupament
Temperatura llindar de desenvolupament o zero biològic és la temperatura mínima a partir de la qual es dona el desenvolupament.
En els éssers vius pareix existir una temperatura llindar inferior i una altra superior entre les quals la temperatura aportada per a completar-se un procés s'acumula en forma lineal. D'aquesta manera, mitjançant dades de temperatura, es pot saber en molts casos el moment en què es completarà una fase de desenvolupament de l'ésser viu. Normalment es calcula per als insectes, i així poder predir la seua població. Aquest són valors constants, els valors llindars canvien en cada estat de desenvolupament i amb la dieta
Generalment es determina baix condicions de laboratori. Per a això, l'organisme d'interés se sotmet a diferents temperatures constants i es registra el temps en què es desenvolupe sota cadascuna d'aquestes. Posteriorment, mitjançant l'equació de regressió lineal simple:
Y = A + BX
on: Y = taxa de desenvolupament (1/nombre de dies), X= temperatura
S'estima la temperatura llindar (Tll = -a/b), que és el punt en què la recta creua l'eix de les abscisses, és a dir, es considera com a tal a la temperatura en què el desenvolupament és zero.
Tenint en compte que la temperatura està variant contínuament i que aquestes variacions són aleatòries i depenen de l'estació de l'any, latitud, etc., s'ha ideat el sistema grau-dia (acumulació d'unitats de calor per damunt de certa temperatura, durant un període d'un dia) per a aconseguir establir relacions quantitatives que permeten establir relacions fenològiques amb major precisió que quan s'empra la variable "temps cronològic" o dies.
Per a poder predir l'estat de desenvolupament a partir dels graus-dia, és necessari haver establert abans, a més del llindar mínim de desenvolupament, la integral tèrmica, definida com el nombre de graus-dia que han de ser acumulats perquè ocórrega un esdeveniment determinat (eclosió, mudes larvals o nimfals, pupació, emergència de l'adult, etc.). D'aquesta manera, es pot estimar quan tindrà lloc aqueix esdeveniment, acumulant graus-dia fins a aconseguir el valor de la seua integral tèrmica corresponent.
L'efecte de la temperatura sobre el desenvolupament dels insectes s'ha utilitzat com a paràmetre de pronòstic de poblacions de plagues. Però cal assenyalar que hi ha altres factors del medi ambient que interfereixen directa i indirectament en el desenvolupament dels insectes, com la radiació solar, la humitat relativa, la precipitació, el fotoperíode i el vent. Per tant, la temperatura llindar no és constant, podent variar depenent de l'estat de desenvolupament i la dieta. Els requeriments d'unitats calor deixen de ser constants conforme la temperatura s'acosta a l'òptim i als llindars inferior i superior. A més, alguns organismes peciloterms poden regular d'alguna forma la seua pròpia temperatura corporal, la qual cosa podria afectar l'ús del model grau-dia.
La relació entre temperatura i creixement, per a la majoria d'insectes, com animals ectoterms, correspon a un model lineal, que és suficientment exacte per a realitzar el càlcul de la temperatura llindar de desenvolupament. Malgrat això, en certes ocasions, la relació entre la temperatura i la taxa de desenvolupament no és lineal, per això, es fa necessària la utilització de models logístics, així com altres models matemàtics o termodinàmics.
En poblacions d'insectes i plantes i en el desenvolupament de models que incorporen llindars i taxes basades en graus-dies, poden auxiliar com a consellers en el maneig del cultiu i en el control de plagues per a predir esdeveniments biològics, així com el moment oportú de control donat suport amb paranys de feromones per a reduir les despeses econòmiques. Per a finalitats de pronòstics d'una població el càlcul de grau-dia requereix de la revisió periòdica dels registres de la temperatura ambiental. El registre de grau-dia no substitueix el mostreig, aquest només ha de ser manejat com una guia i no com a única decisió per a l'ús de mètodes de control.
Una aplicació agronòmica de l'efecte de la temperatura sobre plantes i insectes és el concepte d'unitats calor, que es basa en el requeriment de temperatura d'aquests organismes per al seu creixement, desenvolupament i maduresa, i suposa que la taxa o velocitat de desenvolupament és exactament proporcional a la temperatura, és a dir, que existeix una relació lineal entre ambdues.
Sota qualsevol condició de temperatura constant es poden calcular les unitats calor (Uc) amb l'equació Uc = D(Tc-Tll), on Uc=unitats calor, D=nombre de dies necessaris per a completar l'etapa biològica, Tc= temperatura constant empleada, i la Tll=temperatura llindar de l'etapa biològica de l'espècie estudiada.